# Zeuxia tricolor
Zeuxia tricolor är en tvåvingeart som först beskrevs av Josef Aloizievitsch Portschinsky 1881.  Zeuxia tricolor ingår i släktet Zeuxia och familjen parasitflugor. Inga underarter finns listade i Catalogue of Life.